# Un dólar para Sartana
Un dólar para Sartana es un spaghetti western hispano-italiano del año 1971 dirigido por el cineasta argentino León Klimovsky. Está protagonizada por Peter Lee Lawrence y Espartaco Santoni.

## Argumento
Los habitantes de Springfield están atemorizados por el rico terrateniente Gratton (Aldo Sambrell), el cual desea apoderarse de todas las tierras del estado. Poco a poco, los habitantes del pueblo van abandonando sus tierras, o las malvenden para poder subsistir. La familia Carson es una de las muchas perjudicadas, pero Kit (Peter Lee Lawrence), el más joven de los Carson, se enrola en los federales de Texas para poder defender sus tierras. Mientras tanto, Gratton, el sheriff y el banquero local, siguen extorsionando a los colonos que no pueden resistir por más tiempo sus presiones. La llegada de Dólar (Espartaco Santoni), un misterioso personaje, transformará la ciudad de Sartana City en un hervidero.